# Soodi (jezioro)
Soodi (est. Soodi järv / Vodi järv (Hodijärv, Söödijärv, Soodijärv, Vodijärv)) – jezioro w Estonii, w prowincji Valgamaa, w gminie Haanja. Należy do pojezierza Haanja (est. Hannja järved). Położone jest na wschód od wsi Soodi. Ma powierzchnię 4,6 ha linię brzegową o długości 817 m, długość 290 m i szerokość 210 m. Sąsiaduje m.in. z jeziorami  Vällämäe Küläjärv, Mäe-Tilga, Mäe-Tilga Kogrõjärv, Tammsaarõ, Üvvärjärv, Saaluse Kõrdsijärv, Puustusjärv, Suur Kõrbjärv. Położone jest na terenie obszaru chronionego krajobrazu Haanja (est. Haanja looduspark).